# Občina Izola
Občina Izola - (ital.: Comune d'Isola) je ena od štirih istrskih občin v Republiki Sloveniji s skoraj 17.000 prebivaci in s središčem v Izoli (avtohtono ime Isola je v italijanščini »otok«), ki je s 3/4 prebivalstva občine daleč največje naselje.

## Naselja v občini
Izola/Isola, Baredi, Cetore, Dobrava/Dobrava, Jagodje/Valleggia, Korte, Malija, Nožed, Šared.

## Krajevna skupnosti
Občina Izola se dela na naslednje Krajevne skupnosti, med katerimi so tri v samem mestu:
- KS Korte (obsega 6 naselij v zaledju Izole v Šavrinskem gričevju)
- KS Jagodje - Dobrava
- KS Izola staro mesto
- KS Haliaetum
- KS Livade

## Županske volitve 2006
Na lokalnih volitvah leta 2006 je po preštetju večine glasovnic za nekaj glasov vodil kandidat Tomislav Klokočovnik. Po prejetju glasovnic oddanih po pošti je za šest glasov prevzela vodstvo dotedanja županja Breda Pečan. Po pritožbah na sodišče in začasnem brezvladju (občino je vodil najstarejši svetnik) je občinska volilna komisija po razveljavitvi poročila o drugem krogu županskih volitev v Izoli, ponovno presojali glasovnice prispele po pošti in ugotovili, da je 12 glasovnic neveljavnih. Breda Pečan je tako prejela 4202 glasova, kandidat stranke Izola je naša Tomislav Klokočovnik pa 4208 glasov, s čimer je 9. januarja 2007 postal zmagovalec županskih volitev v Izoli.

## Županske volitve 2010
Na lokalnih volitvah leta 2010 je zmagal Igor Kolenc, ki je v drugem krogu z 52 % glasov premagal protikandidata Tomislava Klokočovnika.